# Samsor
Samsor, finska: Samsaari, är en ö i Finland. Den ligger i Skärgårdshavet och i kommunen Nådendal i landskapet Egentliga Finland, i den sydvästra delen av landet. Ön ligger omkring 29 kilometer sydväst om Åbo och omkring 170 kilometer väster om Helsingfors.
Öns area är 80,8 hektar och dess största längd är 2,2 kilometer i öst-västlig riktning.